# Limãos
Limãos é uma aldeia pertencente à freguesia de Salselas, no concelho de Macedo de Cavaleiros.

## História
Parece ser a menos estudada de todas as povoações do conjunto referido. Foi, em tempos, sede de freguesia, tendo como orago São Sebastião. Ignora-se como foi instituída e a que época remonta o povoamento da localidade, cujo topónimo remontará porventura, à antiguidade. Em 1706, era uma freguesia anexa a Vinhas e contava 70 fogos, e o seu cura era representado pelo abade de Vinhais. Em 1717, é apresentada como anexa a Castro Roupal, que também dependia de Vinhas. Refira-se a existência da antiga confraria de S. Sebastião, padroeiro da Igreja, que foi agraciada pelo papa Inocêncio XII com as indulgências habituais. Desconhece-se pois quando foi integrada na Freguesia de Salselas, prevendo-se porém que tivesse sido no princípio do século XIX.

## Demografia
Limãos, é hoje uma das aldeias mais prósperas do concelho de Macedo de Cavaleiros. Em termos de fauna e flora é uma das aldeias mais belas do concelho, terreno plano, prados verdes, um ar puro e um clima temperado muito agradável. Em relação a outros locais do concelho, Limãos é rico em água, tem várias fontes, poços e represas onde os animais e as pessoas podem refrescar quando o calor aperta. Tem também uma ribeira onde podemos ver algumas espécies de animais, como a galinha de água.

## Cultura
Em termos culturais, Limãos não aparenta tradições próprias muito marcantes, tendo no entanto uma associação cultural e recreativa responsável por actividades tão diversas como o grupo de futebol, torneios de jogos populares e a organização da festas da aldeia. Tornou-se desde meados dos anos 80, num marco cultural do concelho de Macedo de Cavaleiros, com a romaria de Santa Eufemia, nos finais do verão, no último domingo do mês de agosto, em que a aldeia se enche de visitantes e familiares, imigrantes e emigrantes, tornado-a uma das festas mais solicitadas desta zona. Há também a visita de bandas conceituadas na música popular portuguesa. Para tudo isto tem contribuído a estreita ligação entre todos os populares da aldeia, assim como o interesse mútuo pela cultura da povoação. Trata-se pois de um caso raro e invejável do sentido de organização de uma comunidade.
Hoje em dia tem cerca de 140 moradores, sendo mais de metade da população idosa.
Sendo também uma aldeia com cerca de 2200ha de terreno aproximadamente, tem também uma associação de caça e pesca que tem vários associados vindos de várias partes do pais .

## Economia
A aldeia tem como principal actividade económica a agricultura, sobretudo a pecuária. Foi em tempos uma grande produtora de cereais e tinha cerca de seis moinhos de água, mas, devido à política agrícola nacional, dedicou-se quase exclusivamente à pecuária.  
Hoje existem alguns jovens que aqui se fixaram e se dedicam à criação de gado e à cultura de frutos silvestres.Com isso, fazem-se presentes à mesa de qualquer habitante de Limãos desde os queijos frescos aos enchidos, assim com o bastantes pratos culinários, sobretudo borrego, cabrito,vitela e leitão assado. 

## Geografia
Servida por estrada municipal, situa-se numa zona privilegiada em termos geomorfológicos, pois localiza-se numa planície, rodeada pelo monte de Morais e o alto da Caroceira, que a separa de Salselas e pelo rio Azibo que divide os terrenos de Limãos e dos Olmos perto da famosa água do escreledo . O terreno é rico em minerais e próspero a arvores de fruto, sobretudo Oliveiras.

## Arquitetura
A sua traça arquitectónica não será tão marcada pela presença do xisto, na medida em que a aldeia se tem expandido, marcadamente, à custa dos imigrantes retornados. As influências predominantes são as que trazem os recém-chegados dos países de acolhimento, apresentando assim o povoado uma traça mais moderna, com habitações recentes. Estão, contudo, presentes as casas de xisto no centro da aldeia umas em ruinas e outras recuperadas.